# NGC 407
NGC 407 é uma galáxia espiral (S0-a) localizada na direcção da constelação de Pisces. Possui uma declinação de +33° 07' 31" e uma ascensão recta de 1 horas, 10 minutos e 36,5 segundos.
A galáxia NGC 407 foi descoberta em 12 de Setembro de 1784 por William Herschel.